# Schizopera ornata
Schizopera ornata är en kräftdjursart som beskrevs av Noodt och Purasjoki 1953. Schizopera ornata ingår i släktet Schizopera och familjen Diosaccidae. Inga underarter finns listade i Catalogue of Life.